# 플랜츠 vs. 좀비: 가든 워페어 2
《플랜츠 vs. 좀비: 가든 워페어 2》(Plants vs. Zombies: Garden Warfare 2)는 2016년에 출시된 팝캡 게임스의 비디오 게임이다.